# Nomisia molendinaria
Nomisia molendinaria är en spindelart som först beskrevs av Ludwig Carl Christian Koch 1866.  Nomisia molendinaria ingår i släktet Nomisia och familjen plattbuksspindlar. Inga underarter finns listade i Catalogue of Life.